# Elizabeth Hamilton Gray
Elizabeth Caroline Hamilton Gray (nascida Johnstone, 1800 - 21 de fevereiro de 1887) foi uma historiadora e autora de livros de viagem escocesa, nascida em Alva, Clackmannanshire como a filha mais velha de James Raymond Johnstone e neta do empresário colonial John Johnstone. Depois de se casar com John Hamilton Gray, clérigo e genealogista, em junho de 1829, Gray mudou-se para o Castelo de Bolsover, na Inglaterra, onde viveu até pouco antes de sua morte.

## Carreira literária
Gray se interessou pela história dos etruscos depois de visitar uma exposição de seus artefatos em Londres organizada por Domenico Campanari em 1837. Ela estudou mais sobre o assunto em uma visita à Itália entre 1837 e 1839 através de contatos nos círculos arqueológicos alemães e italianos. Em 1840 ela publicou Tour to the Sepulchres of Etruria, uma espécie de diário de viagem misturado ao relato de sua pesquisa arqueológica. Depois ela escreveu uma História geral da Etrúria, sendo os dois primeiros volumes publicados em 1843 e 1844, e o terceiro em 1868.
Como mulher, Hamilton Gray enfrentou críticas por realizar pesquisas históricas. Em uma resenha de 1844, Samuel Ferguson observou que “qualquer investigação profunda ou séria de assuntos relacionados à instituição social de uma nação gentia não é propriamente da competência feminina”. Esta crítica foi por vezes atribuída erroneamente ao explorador George Dennis, que também escreveu sobre os etruscos.
Além de sua pesquisa sobre a Etrúria, Gray escreveu um trabalho sobre a igreja e duas histórias de Roma para crianças. Ela e o marido mantinham uma coleção de antiguidades adquiridas de negociantes na Itália e de suas próprias escavações. Nela estava uma ânfora etrusca vermelha e preta incomum em estilo ítalo-geométrico, conhecida como "vaso Hamilton Gray".
Elizabeth Caroline Gray morreu em Londres em 21 de fevereiro de 1887.

## Obras
- Tour to the Sepulchres of Etruria. London: J. Hatchard and Son. 1840 (1843 ed.)
- The History of Etruria. London: J. Hatchard and Son. 1843–1868 (Vol. 1, 2, 3)
- History of Rome for Young Persons. London: T. Hatchard. 1847 (1858 ed.)
- Emperors of Rome from Augustus to Constantine: Being a Continuation of the History of Rome. London: T. Hatchard. 1850
- The Empire and the Church, from Constantine to Charlemagne. Oxford: J. Henry and J. Parker. 1857